# Hebeloma spoliatum
Hebeloma spoliatum är en svampart som först beskrevs av Elias Fries, och fick sitt nu gällande namn av Claude-Casimir Gillet 1876. Hebeloma spoliatum ingår i släktet fränskivlingar och familjen Strophariaceae.   Inga underarter finns listade i Catalogue of Life.